# Anigraea deleta
Anigraea deleta is een vlinder uit de familie van de Euteliidae. De wetenschappelijke naam van de soort is voor het eerst geldig gepubliceerd in 1891 door Hampson.